# 塞吉奧·帕里塞

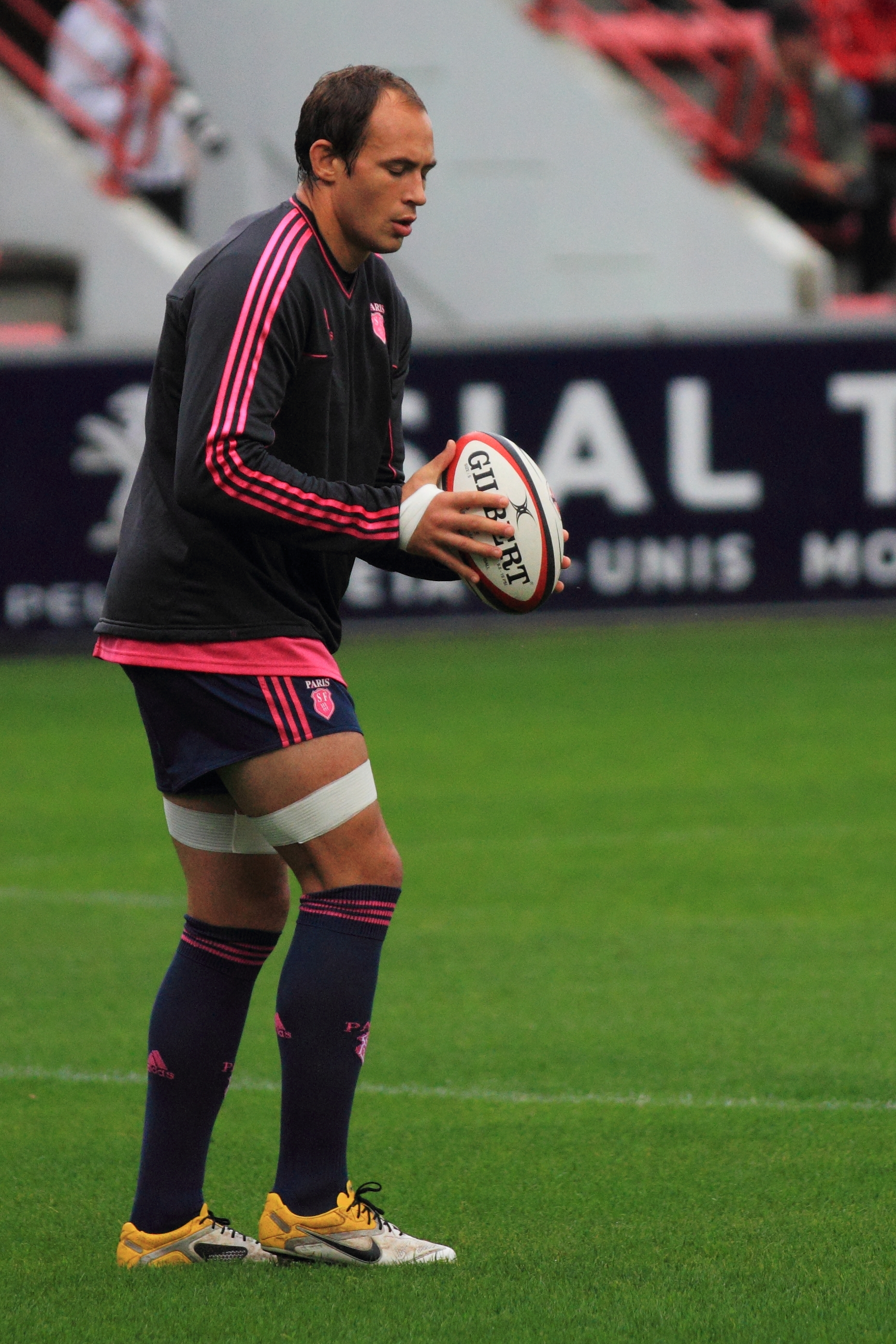
塞吉奧·帕里塞

塞吉奧·帕里塞（義大利語：Sergio Parisse；1983年9月12日—）是一位意大利橄欖球運動員。他是意大利國家橄欖球隊的一員，代表意大利參加了2015年世界盃橄欖球賽。